# Metrosideros perforata
Metrosideros perforata là một loài thực vật có hoa trong Họ Đào kim nương. Loài này được (J.R.Forst. & G.Forst.) Druce mô tả khoa học đầu tiên năm 1917.